# 邁納斯維爾 (內布拉斯加州)
邁納斯維爾（英語：Minersville）是位於美國內布拉斯加州奧托縣的鬼鎮。

## 歷史
邁納斯維爾的郵局於1874年設立，其後於1923年停運。

## 地理
邁納斯維爾所處的海拔為高於海平面287米（即942英呎），而該地所採用的時區為UTC-6，即北美中部时区（CST）。同時該地設有夏令時間，為UTC-6調快一小時，即UTC-5（CDT）。